# جنرال الکتریک ال‌ام۶۰۰۰
جنرال الکتریک ال‌ام۶۰۰۰ (به انگلیسی: General Electric LM6000) یک توربین گازی دریایی و صنعتی ساخت شرکت جی‌ای اوییشن در کشور ایالات متحده آمریکا است.